# 新疆民众代表大会
新疆民众代表大会，是盛世才统治新疆省时期分别于1934年、1936年、1938年召开的三次全疆性民众代表会议。

## 历史
第一次新疆民众代表大会于1934年4月在迪化（今乌鲁木齐市）召开。
第二次新疆民众代表大会于1936年4月在迪化召开。大会提出政府保障新疆永久为中国领土，拥护南京国民政府，同时和苏联建立友好关系，争取并且接受苏联的援助。
第三次新疆民众代表大会于1938年10月在迪化召开，出席代表共有520人，参加者有少数民族上层人士、各机关首长、民众团体、军队、学校、妇女等方面的代表人士。会议由新疆边防督办盛世才作“政治报告”，新疆省政府主席李溶作“行政报告”，会议制订且通过了新疆的“三年建设计划”。中国共产党人员参加了此次大会的宣传和组织工作，其中宣传工作由中国共产党党员林基路、李志梁（李云扬）等人组织，在大会纪念册上印有毛泽东、朱德等人的画像，并且为大会上演了宣传抗日的戏。事后，盛世才指责林基路等人。此后未再开新疆民众代表大会。